# Conucleo
In matematica, il conucleo (o in inglese cokernel) di una trasformazione lineare tra spazi vettoriali {\displaystyle f\colon X\to Y} è lo spazio vettoriale quoziente {\displaystyle Y/\mathrm {Im} (f)}, dove {\displaystyle \mathrm {Im} (f)} è l'immagine di {\displaystyle f}. La dimensione del conucleo è detta corango di {\displaystyle f}.
Nella teoria delle categorie, il conucleo è duale del nucleo. Mentre il nucleo è un sotto-oggetto del dominio (mappa nel dominio), il conucleo è un oggetto quoziente del codominio (mappa dal codominio). Intuitivamente, data un'equazione {\displaystyle f(x)=y}, il conucleo misura i "vincoli" che {\displaystyle y} deve rispettare affinché l'equazione abbia una soluzione.
Più in generale, il conucleo di un morfismo {\displaystyle f\colon X\to Y} in qualche categoria è un oggetto {\displaystyle Q} e un morfismo {\displaystyle q\colon Y\to Q} tali che la composizione {\displaystyle qf} è il morfismo zero della categoria, e inoltre {\displaystyle q} è universale rispetto a tale proprietà.
In analisi funzionale, un operatore lineare limitato tra spazi di Banach di cui nucleo e conucleo hanno dimensione finita è detto operatore di Fredholm.